# Costituzione del Regno Unito

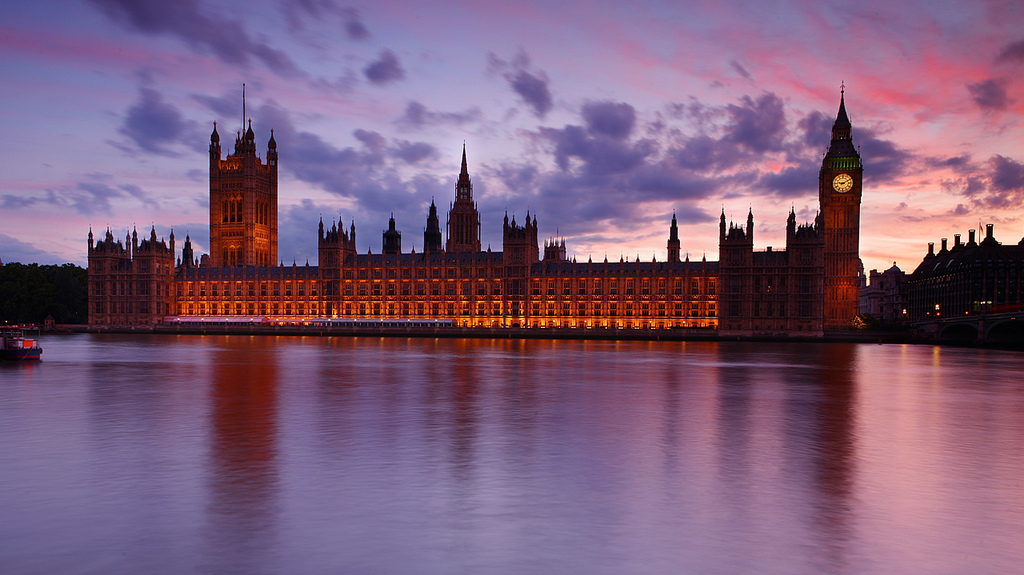
Il Parlamento è fondamentale per la costituzione democratica del Regno Unito. Nel Palazzo di Westminster la Camera dei comuni rappresenta il popolo in 650 circoscrizioni elettorali del Regno Unito e sceglie il primo ministro a piacimento. La Camera dei lord rimane non eletta ma può essere consultata.

La Costituzione del Regno Unito (in inglese: Constitution of the United Kingdom), o Costituzione britannica (in inglese: British constitution), costituisce l'insieme delle leggi e dei principi attraverso cui il Regno Unito viene governato.

## Assenza di una Costituzione scritta
A differenza di molte altre nazioni, il Regno Unito non possiede un singolo documento costituzionale (costituzione non codificata). La costituzione del Regno Unito, infatti, prende corpo in forma scritta attraverso un insieme di statuti (per esempio la Magna Carta o l'Act of Settlement), trattati e decisioni giuridiche. Essa è costituita anche da altre fonti di natura consuetudinaria, come le convenzioni costituzionali del parlamento e le prerogative reali. 
La Costituzione del Regno Unito è costituita da leggi aventi natura costituzionale, convenzioni e consuetudini, dando vita a una costituzione flessibile. 
La Costituzione del Regno Unito, anche se non codificata in un unico documento scritto, è costituita da una pluralità di fonti di diversa natura. Presenta principi non soggetti ad abrogazione, un po' come avviene per i principi fondamentali delle costituzioni rigide (es.: sovranità del parlamento, habeas corpus, indipendenza degli organi giurisdizionali). Oggigiorno sono vi sono però numerose fonti legislative che codificano principi costituzionali, come la legge del 2011 sulla durata del Parlamento, che prevede esplicitamente il rapporto fiduciario tra Camera dei comuni e Governo.
Uno dei principi fondamentali della costituzione del Regno Unito è la sovranità del parlamento, secondo la quale gli statuti approvati dal parlamento rappresentano la fonte suprema e definitiva delle leggi. Da ciò segue che ogni legge approvata dalla maggioranza del parlamento ha implicitamente valore costituzionale. Nel Regno Unito, perciò, non esiste differenza tra legge ordinaria e legge costituzionale. Essendo la violazione di principi costituzionali attraverso leggi ordinarie tecnicamente possibile, con la Constitutional Reform Act 2005 è stata la Corte suprema del Regno Unito, che svolge un ruolo di unificazione del diritto, anche per dare una più effettiva separazione dei poteri (superando la secolare competenza della House of Lords in materia giurisdizionale).

## Principi

### Supremazia del Parlamento e stato di diritto
I due pilastri della costituzione del Regno Unito sono la sovranità del parlamento e lo stato di diritto.
Il primo sancisce che il parlamento è l'organo legislativo supremo: i suoi atti rappresentano la fonte legislativa di più alta importanza dello Stato.
Il secondo principio stabilisce che tutte le leggi e le azioni di governo devono essere conformi ad un insieme di principi fondamentali e immutabili. Lo stato di costituzionalità di tali leggi e norme non dipende né dagli stessi né da altre norme; ovverosia, lo stato di costituzionalità di esse risiede nella consueta e consolidata concezione non scritta di essa, e cioè la Costituzione inglese è fondata sulla consuetudine.
Esso comporta che ogni modificazione della Costituzione, che è stabilita per consuetudine, richiede un cambiamento della consuetudine stessa. Si può modificare una legge avente natura costituzionale solo se avvertito nello spirito della nazione.

### Stato unitario
Secondo questo principio, il Regno Unito è costituito da quattro nazioni distinte (Inghilterra, Galles, Scozia, Irlanda del Nord). Allo stesso tempo, il Regno Unito è anche uno stato unitario. Il Regno Unito non è uno stato federale (come per esempio la Germania, la Svizzera o gli Stati Uniti d'America) e nemmeno una confederazione (come per esempio la Comunità degli Stati Indipendenti).

### Monarchia costituzionale
Il Regno Unito è una monarchia costituzionale. L'ereditarietà al trono è determinata secondo grado di discendenza, genere (per i nati prima di ottobre 2011, secondo l'Accordo di Perth tra i primi ministri del Commonwealth), legittimità e religione (secondo l'Act of Settlement del 1701). Secondo la common law la Corona viene ereditata da un figlio del sovrano precedente o dalla più prossima linea collaterale in caso di mancanza di figli.

### Governo e primo ministro
Il Primo Ministro è nominato dal sovrano. Nei casi in cui un partito abbia ottenuto la maggioranza assoluta dei seggi nella Camera dei Comuni, il leader di quel partito è nominato Primo Ministro. Se ciò non succede (in inglese hung parliament) o se l'identità del leader del partito di maggioranza assoluta non è chiara (come per esempio nel caso del Partito Conservatore fino alla metà del ventesimo secolo), la scelta del Primo Ministro è più complessa e spesso determinata dalle alleanze stabilite dai partiti dopo le elezioni (questo è stato il caso, per esempio, della nomina del Primo Ministro David Cameron in seguito alle elezioni del maggio 2010, avvenuta dopo la stipula dell'alleanza tra il Partito Conservatore, di cui Cameron era il leader, e i Liberal Democratici).

### Potere giudiziario
Il potere giudiziario ha il compito di supportare la Rule of Law, ossia quel sistema di regole che disciplinano l'esercizio del potere pubblico, la democrazia, e i diritti umani.
Il grado più alto della Corte d'appello, che ha cambiato nome in seguito alla riforma del 2005, è quello della Corte Suprema, che era invece racchiuso fino a tale riforma nella House of Lords, nelle figure dei Law Lords.
Questa corte poi, eliminata dalla riforma proposta da Tony Blair, ha deciso di stabilirsi separatamente dal Parlamento Britannico in maniera indipendente.

### Chiesa anglicana
Chiesa anglicana (in inglese: Church of England; in latino: Anglicana ecclesia) è il nome assunto dalla Chiesa d'Inghilterra dopo la separazione dalla Chiesa cattolica romana nel XVI secolo. Il termine latino è precedente alla Riforma e indicava genericamente la Chiesa cattolica inglese, allo stesso modo in cui la Chiesa francese era denominata Chiesa Gallicana. In seguito, dopo lo scisma avvenuto durante il regno di Enrico VIII e per influsso delle dottrine protestanti provenienti dal continente europeo, la Chiesa anglicana ha assunto una particolare fisionomia dottrinale ed organizzativa.